# Космос-1341
Космос-1341 је један од преко 2400 совјетских вјештачких сателита лансираних у оквиру програма Космос.
Космос-1341 је лансиран са космодрома Плесецк, СССР, 3. марта 1982. Ракета-носач Р-7 Семјорка (рус. Семёрка) (8К71, НАТО ознака SS-6 Sapwood) са додатим степеном је поставила сателит у орбиту око планете Земље. Маса сателита при лансирању је износила 1250 килограма. Космос-1341 је био сателит за рано упозоравање на појаву интерконтиненталних балистичких ракета.